# Sveta Jelena (Međimurje)
Sveta Jelena je lokalitet u Međimurju, najsjevernijem hrvatskom kraju.

## Zemljopisni položaj
Udaljena je oko dva kilometra sjeverno od grada Čakovca.

## Upravna organizacija
Nekad zasebno naselje, Sveta Jelena se danas nalazi u sklopu naselja i općine Šenkovca, u središnjem dijelu Međimurske županije.

## Povijest
Lokalitet je poznat po tome što se u njemu nekad nalazio istoimeni pavlinski samostan s pratećim objektima, od kojih je danas ostala samo kapela, mjesto gdje su u 16. i 17. stoljeću pokapani članovi velikaške obitelji Zrinski.
Samostan je 27. kolovoza 1376. godine osnovao hrvatski ban Stjepan II. Lacković, a bio je u početku posvećen Uznesenju blažene djevice Marije i Svim svetima. Kasnije su tim lokalitetom u duljim razdobljima upravljale plemićke obitelji Zrinski, Althann i Knežević. Ukinućem pavlinskog reda 7. veljače 1786. godine od strane austrijskog cara i hrvatsko-ugarskog kralja Josipa II. Habsburgovca, pavlini odlaze iz Svete Jelene.
Tijekom stoljeća samostanski kompleks je doživio brojne rekonstrukcije, stradavajući u požarima i potresima. Veliki potres 1880. godine uništio je objekte skoro u potpunosti. U novije vrijeme vrše se arheološka iskapanja i istraživanja ovog za hrvatsku povijest značajnog lokaliteta.

## Galerija
- Svetojelenski pavlinski samostan u 18.st. - danas samo u temeljima
- Ostaci temelja nekadašnjeg pavlinskog samostana i preostala kapela
- Svetojelenska kapela - južna strana
- Ulaz u kapelu
- Unutrašnjost kapele - južni zid
- Freske

## Vanjske poveznice
- Samostanski kompleks u Sv. Jeleni  Arhivirana inačica izvorne stranice od 21. srpnja 2011. (Wayback Machine)
- Unutrašnjost kapele  Arhivirana inačica izvorne stranice od 14. lipnja 2011. (Wayback Machine)
- General Vinko Knežević živio je u Svetoj Jeleni